# Szőcs István (tanár)
Szőcs István (Kézdivásárhely, 1917. június 4. – Mosonmagyaróvár, 1998. szeptember 12.) egy kollégium szervezője Mosonmagyaróváron.

## Életpálya

### A tanítóvá válás rögös útja
Egyszerű iparoscsaládban született. Édesapja, Szőcs János cipészmester volt, édesanyja, Lakatos Ilona háztartásbeliként gondoskodott öt fiúgyermekükről. (István legkisebb gyermekként csak mint beteg emberre tudott édesapjára visszaemlékezni.) Testvérei a középiskolát még édesapjuk életében elvégezték, annak korai halála miatt neki erre már csak önerőből volt lehetősége. Elemi iskoláit szülővárosában végezte. A középiskolát már a szülői háztól távol volt kénytelen megkezdeni: Csíkszeredában, majd Marosvásárhelyen szolgálatot kellett teljesítenie az ellátásáért; mint internátusi szervitor segített magán, hogy tovább tanulhasson. A négy középiskolai osztály elvégzése után Marosvásárhelyen szerezte meg tanítói oklevelét. Itt már mint korrepetitor működött, ezért étkezést és lakást kapott.

### Kézdivásárhelyről Mosonmagyaróvárig
Önéletrajzában ezt írja:
„Míg tanulmányaimat végeztem, mindig arra vágytam, hogy kész legyek, legyen oklevél a kezemben, és akkor már könnyebb lesz a sorsom. Nagy csalódás ért. Kikerültem az életbe, és elölről kezdődött a gond: hogyan helyezkedem el, hol kapok állást. Abban az időben kezdett erősödni Romániában a magyarüldözés. Minden tanító csak külön vizsgák után tudott álláshoz jutni, és akkor is csak a Regátban. Jelentkeztem vizsgára, románul éppúgy beszéltem és beszélek, mint magyarul. A román vizsgám sikerült, de magyarból elbuktattak. A vizsgát még kétszer megkíséreltem, nyelvtanfolyamra jelentkeztem. Az eredmény a korábbi lett. Olyan nem taníthat egy román tannyelvű iskolában – a Regátban –, aki még magyarul sem tud. Ezek után oklevelemet becsomagoltam és eltettem, mert az oklevél nem biztosította a várt eredményt. Kénytelen voltam egyéb elfoglaltság után nézni. Az országot nyakamba véve Aradon, Kőszegi Emil díszmű bádogosnál helyezkedtem el, ahol kosztomért és lakásomért az irodai munkát végeztem, és szabadidőmben a mesterséget igyekeztem elsajátítani. Hat hónap után szakmát váltottam és iparostanonc lettem a Janto Béla aradi gépgyárban. Itt gyakoroltam egy évig. Megszereztem a géplakatosi munkakönyvet. Mivel itt elhelyezkedni nem tudtam, Bukarestbe költöztem, ott kaptam állást a Szet repülőgyárban. 1938 januárjában a gyárból 2500 munkást bocsátottak el egyik napról a másikra minden felmondás vagy végkielégítés nélkül. A 2. Leonida Garage-ban sikerült elhelyezkednem. Itt már mint szakmunkás dolgoztam 1939. március 15-ig, amikor bevonultam tényleges szolgálatra. Katonai szolgálatomat Bukarestben töltöttem a légierők központjában. Gépkocsivezető lettem.
1940-ben a bécsi döntés után leszereltek és hazaengedtek. Ekkor beadtam kérvényemet, és meg is kaptam tanítói kinevezésemet. Pedagógusként első állomáshelyem Nagygérce volt. Az egész községben csak én voltam magyar nemzetiségű. Végre tanult hivatásomban végezhettem munkámat. Közben megnősültem. Feleségem, Németh Edit tanárnő nem tudott románul, ezért egy másik magyar községbe, Túrterebesre helyeztek át, ami szintén Ugocsa vármegyében található. Ebben a községben működtem 1944. június 4-ig. Ekkor ismét katonai szolgálatra hívtak be Zilahra, a 11. légvédelmi központhoz. Itt újra gépkocsivezető lettem.
1945. március 4-én Pinkamindszentről zárt alakulatban átléptük a határt. A háború vége már Steyerben talált. Itt tudtuk meg, hogy május 8-án vége lett a háborúnak. Mivel feleségem szülei Mosonmagyaróváron laktak, ő két gyermekemmel, itt élte át a háborút. 1945. május 15-én én is hazatértem Mosonmagyaróvárra. Jelentkeztem a győri tanfelügyelőségen szolgálattételre. Az 1. sz. általános fiúiskolához osztottak be.
1946-tól Mosonmagyaróváron három kollégiumot szerveztem meg két társammal, a Széchenyi és Szondy kollégiumok gazdasági hivatalának vezetőjeként dolgozom.”
Önéletrajzát később így egészíti ki: „Szakmai ismereteimet igyekeztem rendszeresen frissíteni. Levelező tagozaton 1956-ban Pécsett, a Tanárképző Főiskolán – feleségemmel együtt – történelem-földrajzszakos tanári oklevelet szereztünk.”

## Szakmai pályája

### Kollégium szervezése Mosonmagyaróváron
1946 nyarán a Népi Kollégiumokat Építő Mozgalom keretében sorban alakították meg a nevezett intézményeket. E folyamat keretében alakult meg Mosonmagyaróváron a Gróf Széchenyi István Népi Kollégium, melynek szervezésében, megalapításában Szőcs István – két társával együtt – tevékenyen részt vett, s annak gazdasági hivatala vezetőjeként dolgozott. Pedagógusi pályájának első szakasza – egy rövid általános iskolai tanári időszaktól eltekintve – a mosonmagyaróvári kollégium megszervezéséhez kötődött.
A kollégium a volt főhercegi kastély épületében kapott helyet. Megszervezése jelentős lépés volt: lehetővé tette a Mosonmagyaróvár környékén található kisebb falvak tanulóinak középiskolai továbbtanulását. A rossz közlekedési viszonyok miatt ugyanis kollégiumi ellátás hiányában sok általános iskolás korú vagy általános iskolát végzett gyermek számára lehetetlen lett volna a továbbtanulás. A népi kollégium létrehozása, működtetése felelősségteljes feladat vállalását jelentette. A szülői házból életükben először kikerülő gyermekek életének, tanulásának feltételeit kellett a kollégiumban biztosítani. A közösség még a félénkebb, visszahúzódóbb fiatalokat is viszonylag könnyen és hamar, megrázkódtatások nélkül átsegítette a nehézségeken. Megkönnyítette ezt még a vidék központjában lévő kisvárosnak és magának a kollégiumnak a környező falvakkal való állandó és rendszeres kapcsolata. Így senki sem érezte magát idegennek sem a városban, sem a kollégiumban.
1948 nyarán az országgyűlés elfogadta az egyházi iskolák és kollégiumok államosításának törvénycikkét, országosan megszűnt a NÉKOSZ. Ennek következtében 1949. szeptember 15-én a mosonmagyaróvári népi kollégium is megszűnt, helyét az 1949–50. tanévtől a Mosonmagyaróvári Középiskolás Kollégium vette át. A kollégium önálló intézményként működött 1969-ig Szőcs István igazgató vezetésével.

### A kollégiumi élet megszervezése
A rendeletileg megalakult kollégiumnak új rendszerben, az új szervezeti kereteket a tanulók érdekeit szolgáló tartalommal megtöltve kellett működnie. Ezt a feladatot Szőcs István nagy szakmai és pedagógiai empátiával végezte. Célja volt, hogy a szülői háztól átmenetileg elszakadt kollégista tanulók lüktető, tartalmas, igazi személyiségfejlesztő légkörben élhessenek, tanulhassanak. Olyaban, hogy az a szülői háztól távol is biztonságot jelentsen számukra.
Igazgatóként jól látta, hogy a kollégium spontán módon is szocializál. Önéletrajza utal arra, hogy személyesen is nehéz iskolás és kollégiumi éveket kellett megélnie. Ezért a hangsúlyt a bekerülő diákok közösségének kialakítására, a közösségfejlesztésre helyezte.
A kollégiumban élő diákok közül a legtöbben először váltak meg családjuktól. Ahhoz, hogy az idegen környezetbe kerülő tizennégy év körüli diákok minél rövidebb idő alatt megszokhassák az új szociális és tárgyi környezetet, igazgatóként fontos feladatának tekintette az otthonos légkör kialakítását. Ehhez az elfogadható objektív feltételek megteremtése mellett legfontosabbnak a kollégiumban kialakuló személyes kapcsolatok kiépítését tartotta.
Ezért is fordított nagy gondot az új kollégisták fogadásának megszervezésére. Kereste annak a hatékony formáit, hogy minél előbb beilleszkedhessenek a felsőbb évesek közösségébe, minél rövidebb idő alatt vertikális kapcsolatokat tudjanak kialakítani egymással az új környezetben.
Az 1950-es évek végén és az 1960-as évek elején a tanév megkezdése előtt egy héttel tábort szervezett a kollégisták részére Gézaházán, Csesznek és Zirc között félúton a Bakonyban.
A tábor teljesen önellátó, sátortábor jellegű volt. Szakszerű felépítéséhez a határőrség adott segítséget. Az élelmezést a kollégium kitelepült konyhaszemélyzete biztosította.
Már maga a sátortábor-jelleg, a tábori körülmények, a tízfős sátrakban való élet, a tábori ügyeletesi rend, az éjszakai őrség is teljesen újszerű volt. Az esti tábortüzek melletti kulturális műsorok, a cseszneki várnál szervezett számháborúk, az Ördög-árokban való túrák, a balatoni kirándulás, a gyalogtúra Zircre a diákok számára addig még nem tapasztalt élményeket adtak. Az egyhetes tábor változatos programjai maradandó emlékként rögzültek a kollégistákban, segítették beilleszkedésüket, megkönnyítették a szülői háztól való elszakadást.
Amikor a táborozók augusztus utolsó napjaiban – a tábort követő néhány napos otthonlét után – újra visszamentek a kollégiumba a valódi tanévkezdésre, már ismerősök közé jöttek, könnyebben szokták meg a kollégiumi életet, a kollégium új érték- és normarendszerét. A tábori élet segítette beilleszkedésüket, a közösséghez tartozás meghatározó élményével kezdhették középiskolai tanulmányaikat.
A gézaházi tábor hagyományait a Mosonmagyaróvári Városi Kollégium később felújította.
Szőcs István a kollégiumban olyan életrendet igyekezett megszervezni diákjai számára, amely lehetővé tette a tanulók optimális személyiségfejlődését és fejlesztését.
A kollégiumi életre jellemző önkiszolgáló tevékenységek sok formája alakult ki. Ezek tovább segítették a közösségek erősödését, mások munkájának megbecsülését, átélték az ezzel járó felelősséget.
Ilyen volt a saját hálószoba és a tanulószoba rendben tartása, ami még sajátos, egészséges versenyt is kialakított az egyes szobák diákjai között. Adódott alkalom a kollégium közösségi helyiségeinek rendezésére, dekorálására. A kollégista tanulók a hálószobákat népi hímzésű párnákkal díszítették.
Jól működött a kollégiumi ebédlőben kialakított ügyeletesi rendszer. Ebbe beletartozott a terítés elvégzése, az ott étkező tanárok kiszolgálása. Ezek az elfoglaltságok kiválóak voltak arra is, hogy szinte észrevétlenül felelősségre, mások munkájának megbecsülésére nevelje a diákokat.
Különleges színfoltot jelentett a kollégista diákok életében a tanulókból megalakított kollégiumi szövetkezet. A Lajta-parton kapott földterületen végzett közös mezőgazdasági, kertészeti munka során megtermelt zöldségekkel a kollégisták hozzájárultak ellátásuk minőségének, a kollégiumi lét feltételeinek javításához is.

## Tanulás, diákélet a kollégiumban
Igazgatóként a kollégium életének megszervezésében egyik kiemelkedő feladatának tekintette, hogy megfelelő feltételeket biztosítson a tanulók számára a tanuláshoz. Természetesen azt is figyelembe kellett venni, hogy a kollégiumban való tanulás sok szempontból más, mint az otthoni, ezt a diákoknak meg kell szokniuk. A tanulás időpontja kötelezően meghatározott volt, szilenciumi rendszert alakítottak ki; a tanulás tárgyi, időbeli és szubjektív feltételeinek optimalizálására jó módszereket alkalmaztak.
A kiemelkedő tanulmányi eredményt elérő diákok számára kötetlen volt a tanulási idő beosztása, biztosított volt a szabad szilenciumi rendszer. Ezek a tanulók önálló kimenővel rendelkeztek. Az már a kollégium szellemiségének volt köszönhető, hogy soha nem éltek vissza a kollégisták ezzel, sőt ez a tanulási idő a kötelezően előírtnál hosszabb is volt nem egy esetben (pl. dolgozatokra való felkészülés időszaka). Ez megteremtette annak lehetőségét is, hogy szükség esetén több legyen a tanulók ideje az egyéni tanulásra.
Ha esetleg a tanulószoba munkazaja zavaró volt egyesek számára, vagy a hangos tanulás módszerével szerettek volna tanulni, lehetőségük volt külön helyen – hálószobában, folyosón – teljesíteni tanulmányi feladataikat. Ez a fajta kollégiumi életrend biztosította, hogy a kollégiumi környezetben a lehetőségeken belül megjelenhessenek a családi környezetben folyó tanulás egyes jellegzetes elemei.

### Tehetséggondozása kollégiumban
A kollégiumi tehetséggondozás eredményes területe volt a sport, de a hagyományőrzés és a művészeti nevelés is hatékonyan működött. A kollégium igazgatójaként arra törekedett, hogy a tehetséggondozás ne szűküljön le az intellektuális fejlesztésre, hanem a tehetségesebb diákok további területeken is kapjanak a fejlesztésre esélyt.
A kollégium igyekezett a lehetőségeken belül többféle sportolási alkalmat biztosítani diákjai számára. A kollégiumi adottságok természetesen erősen befolyásolták a választékot. Ebben az időben még a város gimnáziumának sem volt tornaterme. A feltételeket legtöbbször önerőből kellett megvalósítani nagy kreativitással. A kollégium udvarán röplabdapályát építettek – nagyrészt a diákokat is bevonva. Így alakulhatott meg a kollégium röplabdacsapata, amely a középiskolás bajnokságokon szép sikereket ért el.
A téli időszakban a röplabdapályán jégpályát alakítottak ki, nagyon sok kollégista tanult meg itt korcsolyázni. Gyakran a „Diri bácsi” is beállt a diákok közé röplabdázni, korcsolyázni.
A kollégiumi néptánccsoport megalakítása is Szőcs István nevéhez fűződik; ebben Oeller Ottó néprajzkutató, pedagógus sokat segített. Később megnyerte a városban működő táncpedagógusokat – Szigeti Gábort, Litresits Mátyást – is. A tánccsoport keretei lehetőséget adtak arra, hogy a kollégisták megmutathassák tehetségüket, kibontakoztathassák személyiségüket. Egy-egy produkció bemutatása alkalmat adott az egyéni önmegvalósításra és a társas együttlétre is.
A kollégiumi diákokból szervezett néptáncegyüttes sikeres szereplője volt a megyei Kisfaludy Napoknak, az országos néptánc-fesztiváloknak, Keszthelyi Helikoni Ünnepségeknek, mindenütt arany vagy ezüst fokozatokat elérve. Az együttes fontos szereplője lett a város és a környék kulturális életének is.
A néptánccsoport mellett népszerű volt a kollégisták között a társastánccsoport is Dubniczkiné Rózsa tanárnő vezetésével. Nevükhöz kötődik több esetben a gimnáziumi bálok nyitótánca.

### A pályatársak szakmai és szociális érdekeinek védelmezője
Kollégiumi igazgatói munkája mellett a közéletben is évtizedeken át tevékenykedett. A Pedagógus Szakszervezet Mosonmagyaróvár Városi és Járási Bizottságában 1969-ig a járási titkári feladatokat látta el társadalmi munkában. KM 46-12 rendszámú Csepel motorkerékpárjával rendszeresen járta a járás általános iskoláit nagy figyelmet fordítva pályatársai szakmai, szociális érdekeinek védelmére. Nem egy esetben nagyon kényes feladatokat is vállalnia kellett. 1957 első hónapjaiban teljes mértékben restaurálódott az 1956 előtti politikai rendszer. Megkezdődtek a munkahelyi fegyelmi eljárások, a félelemkeltő, lejárató kampányok. Ez a folyamat elérte a mosonmagyaróvári pedagógustársadalmat is. Újságcikkekben kezdődött lejárató kampány a város egy fiatal pedagógusa ellen, – egyre agresszívebb, üzenetként a közvélemény felé. Ezért Szőcs István mint járási szakszervezeti titkár és a város oktatási osztályának akkori vezetője kérték, hogy fogadják őket az akkori oktatási minisztériumban. Erre lehetőséget is kaptak. Beszámoltak a Mosonmagyaróváron történtekről, határozottan kiálltak alaptalanul megvádolt fiatal kollégájuk mellett. Sikerrel jártak, és akiért kiálltak, elismert mosonmagyaróvári pedagógusként vonulhatott nyugdíjba.
Hosszú éveken át szervezte, segítette a városi és járási pedagógusokból álló Fáklya labdarúgócsapat működését.
Az 1948-ban a mosonmagyaróvári általános iskolás tanulók és a pedagógusok Mihálka Jenő vezetésével a János vitéz (daljáték) bemutatását tervezték. A városi pedagógusok, a zeneiskola tanárai alkották a zenekart. A zenekar munkájában szerény hegedűjátékával Szőcs István is részt vett. A körülbelül egyéves próbaidőszak után a Fekete Sas vendéglőben több alkalommal is nagy sikerrel mutatták be a darabot.
Az 1954 júliusában kezdődött nagy dunai árvíz során a legveszélyesebb helyzet a Szigetközben alakult ki. Ásványrárónál, Kisbodaknál és Dunakilitinél átszakadt a gát, a Szigetköz jelentős része víz alá került. Sok családnak menekülnie kellett, akiknek elhelyezéséről – többek között – Mosonmagyaróváron kellett gondoskodni. A menekültek egy részének elhelyezése, ellátása Szőcs István kollégiumi igazgatónak volt a feladata. Türelmével, empátiás készségével segítette e családokat a nehéz napok átvészelésében. Saját családja is segített az elszállásolásban: egy gyermeket befogadtak lakásukba, ellátásáról ők gondoskodtak.
1960-ban, a Magyaróvári Zenei Hetek alkalmával Kodály Zoltán is ellátogatott Mosonmagyaróvárra. Szőcs István nagy szerepet vállalt abban, hogy a világhírű zeneszerzővel, zenepedagógussal a Városi Művelődési Házban a város diáksága is találkozhasson.
A városnak az 1950-es évek második felében jól működő művészegyüttese volt. A zenekart Németh Gusztáv irányította, az énekkart Halmos László vezette. Szőcs István tevékenyen részt vett a kórusmunkában. Mindig szívesen emlékezett vissza az énekkari szereplésekre. Ezek közül is kiemelkedik az 1959. május 31-én, Fertődön megrendezett Megyei Dalos Találkozó, ahol Kodály Zoltán háromszoros Kossuth-díjas zeneszerző vezényelte a kastély udvarán az énekkarokból alakult összesített kórusnak Berzsenyi Dániel: A magyarokhoz című versére komponált művét.
Szőcs Istvánnak igazgatóként határozott egyéni arculattal rendelkező, jó szellemiségű, családias hangulatú kollégiumot sikerült felépítenie, működtetnie. Mindvégig azon dolgozott, hogy ez az önállóság ne szenvedjen csorbát, megmaradjon.  A város vezetése úgy értékelte, hogy a kollégium épülete felújításra szorul. Azt a határozatot hozta, hogy nem újítják fel a régi épületet, hanem a gimnázium mellé új kollégium építésére kerül sor. 1969-ben a kollégiumot közös igazgatás alá vonták a Kossuth Lajos Gimnázium és Szakközépiskolával. Ettől kezdve az igazgató a gimnázium igazgatója lett, a kollégiumi nevelés vezetését a gimnázium egyik igazgatóhelyettese gyakorolta.  A kollégium tehát 1969-ig tudta megőrizni önállóságát.

## Epilógus
Azt mondják: azokat az embereket becézik, akiket szeretnek. Szőcs Istvánt, a mosonmagyaróvári kollégium volt igazgatóját évtizedekig minden kollégista csak „Diri bácsi”-nak nevezte. Több mint igazgató volt ő a diákok életében. Sok esetben a szülőt tudta pótolni a kollégisták számára, akik lakóhelyüktől távol folytatták tanulmányaikat. Szeretetükről tanúskodik, hogy az egykori kollégisták közül sokan még nyugdíjas életében is felkeresték a „Diri bácsit”, hogy együtt emlékezzenek az egykori kollégista évekre, a kollégiumi életre.
Feleségével – aki a Mosonmagyaróvári 2. sz. Általános Iskola igazgatóhelyettese volt – hat gyermeket neveltek fel. Tibor  (1942), István  (1943–2009), Csaba  (1946), Ildikó  (1947), János  (1950), Bence  (1954–1996). Mindegyiket taníttatták, közülük öten egyetemi, főiskolai oklevelet szereztek, egyikük pedig egészségügyi szakképesítést szerzett.